# Lista federalnych egzekucji w USA
Obecnie prawo federalne w USA przewiduje stosowanie kary śmierci (mimo że 12 stanów jej nie stosuje, przez to wszyscy obywatele USA jej w jakimś sensie podlegają). Obecnie jedyną metodą wykonywania wyroków śmierci zasądzonych na podstawie prawa federalnego jest zastrzyk trucizny. Przez prawie 40 lat (1963–2001) nie wykonywano federalnych wyroków śmierci.
Kiedy wyrok zapada w sądzie stanowym, wtedy prawo łaski ma gubernator, w tym jednak przypadku ma je prezydent.
Oto lista federalnych egzekucji od 1927 roku:
1. James Aldermon (17 sierpnia 1927) (powieszenie, Floryda) – za morderstwo.
2. Carl Panzram (9 maja 1930) (powieszenie, Kansas) – za morderstwo i napad na bank.
3. George Barrett (24 marca 1936) (krzesło elektryczne, Indiana) – za morderstwo agenta FBI.
4. Arthur Gooch (19 czerwca 1936) (powieszenie, Oklahoma) – za porwanie.
5. Earl Gardner (12 lipca 1936) (powieszenie, Arizona) – za morderstwo.
6. Anthony Chebatoria (8 lipca 1938) (powieszenie, Michigan) – za zabójstwo i napad na bank.
7. Henry Seadlund (14 lipca 1938) (powieszenie, Illinois) – za morderstwo.
8. Robert Suhay (12 sierpnia 1938) (powieszenie, Kansas) – za morderstwo.
9. Glann Applegate (12 sierpnia 1938) (powieszenie, Kansas) – za morderstwo.
10. James Dalhover (18 listopada 1938) (krzesło elektryczne, Indiana) – za napad na bank i morderstwo.
11. Nelson Charles (10 listopada 1939) (powieszenie, Indiana) – za morderstwo.
12. Herbert Haupt* (8 sierpnia 1942) (krzesło elektryczne, Waszyngton) – szpiegostwo i sabotaż.
13. Heinrich Heinck* (8 sierpnia 1942) (krzesło elektryczne, Waszyngton) – szpiegostwo i sabotaż.
14. Edward Keiling* (8 sierpnia 1942) (krzesło elektryczne, Waszyngton) – szpiegostwo i sabotaż.
15. Hermann Neubauer* (8 sierpnia 1942) (krzesło elektryczne, Waszyngton) – szpiegostwo i sabotaż.
16. Richard Quirin* (8 sierpnia 1942) (krzesło elektryczne, Waszyngton) – szpiegostwo i sabotaż.
17. Werner Thiel* (8 sierpnia 1942) (krzesło elektryczne, Waszyngton) – szpiegostwo i sabotaż.
18. Clyde Arwood (14 sierpnia 1942) (krzesło elektryczne, Tennessee) – morderstwo funkcjonariusza federalnego.
19. Henry Ruhl (27 kwietnia 1945) (komora gazowa, Wyoming) – za morderstwo w rezerwacie federalnym.
20. Austin Nelson (1 marca 1948) (powieszenie, Alaska) – za morderstwo kupca.
21. David Joseph Watson (15 września 1948) (krzesło elektryczne, Floryda) – za morderstwo.
22. Samuel Richard Shockley (12 marca 1948) (komora gazowa, Kalifornia) – za morderstwo.
23. Meran Edgar Thompson (12 marca 1948) (komora gazowa, Kalifornia) – za morderstwo.
24. Carlos Romero Ochoa (12 marca 1948) (komora gazowa, Kalifornia) – za morderstwo.
25. Eugene LaMoore (14 czerwca 1950) (powieszenie, Alaska) – za morderstwo..
26. Julius i Ethel Rosenbergowie (19 czerwca 1953) (krzesło elektryczne, Nowy Jork) – za szpiegostwo.
27. Carl Austin Hall (18 grudnia 1953) (komora gazowa, Missouri) – za morderstwo.
28. Bonnie Brown Heady (kobieta, 18 grudnia 1953) (komora gazowa, Missouri) – za morderstwo.
29. Gerhard A. Puff (12 sierpnia 1954) (krzesło elektryczne, Nowy Jork) – za morderstwo agenta FBI.
30. Arthur Ross Brown (24 kwietnia 1956) (komora gazowa, Missouri) – za porwanie.
31. George Krull (21 sierpnia 1957) (krzesło elektryczne, Georgia) – za gwałt.
32. Michael Krull (21 sierpnia 1957) (krzesło elektryczne, Georgia) – za gwałt.
33. Victor Feguer (15 marca 1963) (powieszenie, Iowa) – za porwanie.
34. Timothy McVeigh (11 czerwca 2001) (zastrzyk trucizny, Indiana) – za terroryzm.
35. Juan Raul Garza (19 czerwca 2001) (zastrzyk trucizny, Indiana) – za morderstwo.
36. Louis Jones (18 marca 2003) (zastrzyk trucizny, Indiana) – za morderstwo.
37. Daniel Lewis Lee (14 lipca 2020) (zastrzyk trucizny, Indiana) – za potrójne morderstwo
38. Wesley Ira Purkey (16 lipca 2020) (zastrzyk trucizny, Indiana) – za gwałt i morderstwo
39. Dustin Lee Honken (17 lipca 2020) (zastrzyk trucizny, Indiana) – za pięciokrotne morderstwo
40. Lezmond Charles Mitchell (26 sierpnia 2020) (zastrzyk trucizny, Indiana) – za podwójne morderstwo
41. Keith Dwayne Nelson (28 sierpnia 2020) (zastrzyk trucizny, Indiana) – za gwałt i morderstwo
42. William Emmett LeCroy (22 września 2020) (zastrzyk trucizny, Indiana) – za gwałt i morderstwo
43. Christopher Andre Vialva (24 września 2020) (zastrzyk trucizny, Indiana) – za podwójne morderstwo
44. Orlando Cordia Hall (19 listopada 2020) (zastrzyk trucizny, Indiana) – za uprowadzenie, gwałt i morderstwo
45. Brandon Bernard (10 grudnia 2020) (zastrzyk trucizny, Indiana) – za podwójne morderstwo
46. Alfred Bourgeois (11 grudnia 2020) (zastrzyk trucizny, Indiana) – za morderstwo swojej 2-letniej córeczki
47. Lisa Marie Montgomery (kobieta, 13 stycznia 2021) (zastrzyk trucizny, Indiana) – za brutalne morderstwo ciężarnej kobiety
48. Cory Johnson (14 stycznia 2021) (zastrzyk trucizny, Indiana) – za siedmiokrotne morderstwo
49. Dustin John Higgs (16 stycznia 2021) (zastrzyk trucizny, Indiana) – za potrójne morderstwo